# Laura Presgurvic
Pour les articles homonymes, voir Presgurvic.
 (avril 2023).
Si vous disposez d'ouvrages ou d'articles de référence ou si vous connaissez des sites web de qualité traitant du thème abordé ici, merci de compléter l'article en donnant les références utiles à sa vérifiabilité et en les liant à la section « Notes et références ».
Laura Presgurvic est une chanteuse, comédienne et réalisatrice française.

## Biographie

### Famille
Laura Presgurvic est la fille d'Evelyne et Gérard Presgurvic.

### L'expérienceAutant en emporte le vent
Dans les années 2000, Laura (alors âgée de quinze ans) et sa mère Evelyne suggèrent à Gérard Presgurvic, tout juste auréolé du succès de Roméo et Juliette, d'adapter leur film favori : Autant en emporte le vent,.
Dès le lancement du projet, Laura rêve d'incarner l'héroïne sur scène : elle voit en Scarlett O'Hara un personnage très moderne à qui toutes les filles veulent ressembler, et avec qui elle partage « une grande détermination, une grande passion de la vie ».
Toutefois, lorsque les castings débutent, les producteurs Dove Attia et Albert Cohen refusent de l'auditionner : ils remettent en cause les « capacités d'une fille de compositeur » et redoutent que ce choix soit « mal reçu par le public ». Cette dernière décide néanmoins de se consacrer à la musique : elle arrête ses études à ses seize ans et prend des cours de chant afin de se perfectionner. Après plusieurs mois, le tandem de producteurs consent à la recevoir et Laura décroche le rôle. Entre 2003 et 2004, elle campe donc Scarlett O'Hara aux côtés de Vincent Niclo (Rhett Butler).
Si le spectacle connaît un grand succès, les retours sont mitigés. Agnès Dalbard du Parisien déplore par exemple que Vincent Niclo et Laura Presgurvic soient moins mémorables que Cyril Niccolai et Sandra Léane (Ashley Wilkes et Melanie Hamilton), « les plus touchants, les plus sincères, tous deux dotés de voix superbes ». Thierry Quinson, chroniqueur pour le site spécialisé Regard en Coulisse, trouve qu'elle incarne une Scarlett tout à fait crédible dans les scènes de comédie, quand bien même son jeu manque de nuance. En revanche « sa voix au vibrato trop prononcé [lui] paraît bien fragile surtout dans les aigus ».

## Scénographie

### Comédie musicale
- 2003 : Autant en emporte le vent : Scarlett O'Hara

### Théâtre
- 2008 : Les Demoiselles d'Avignon de Jaime Salom (es), mise en scène Jean-Pierre Dravel et Olivier Macé, Théâtre Rive Gauche
- 2009 : Le facteur sonne toujours deux fois de James M. Cain, mise en scène Daniel Colas, Théâtre des Mathurins
- 2011/2012 : Les 39 marches au théâtre La Bruyère (pièce qui a reçu 2 molières : molière 2011 de la pièce comique et molière de l'adaptateur). Mise en scène d'Éric Métayer, avec Éric Métayer, Jean-Philippe Bèche et Christophe Laubion.
- 2013 - 2017 : Les 39 marches au Théâtre des Béliers
- 2022 : Boire, fumer et conduire vite de et mise en scène Philippe Lellouche, Théâtre de la Madeleine

## Filmographie

### Actrice
- 1996 : Commandant Nerval.
- 2007 : Un secret : l'amie de Louise.
- 2010 : Comme les 5 doigts de la main d’Alexandre Arcady
- 2013 : Les Limites de Laura Presgurvic (court-métrage)
- 2017 : La Part obscure de Anthony Byrne
- 2018 : Les Chatouilles d’Andréa Bescond et Éric Métayer
- 2021 : Le Calendrier de Patrick Ridremont : Myriam
- 2022 : Sans toi de Sophie Guillemin

### Réalisatrice
- 2017 : Master class (programme court) avec Bruno Solo, Vincent Desagnat et François Vincentelli.
- 2013 : Les limites (court-métrage) avec Michel Boujenah et Thierry Godard, Philippe Lellouche, Christian Vadim et Adel Bencherif.